# 足掛け
足掛け（あしかけ）は、ズボンの裾の下についている部分のこと。

## 概要
裾の左右をまたいで取り付けられており、これを土踏まずに引っ掛けることにより、ズボンの裾がずり上がることを防ぐ効果がある。伸縮性に富むゴムひもが使用される場合と、共布（布地と同じ素材）が使用される場合もある。
通常の着衣に見られる機能的特長ではなく、おもにスポーツウェアなどに用いられる。
トレーニングパンツについては、同様の効果を持つ「裾がリブ編みになっていない物」に付いている場合がある（もちろん付いていない場合もある）。
古典的なジャージー素材のトレーニングパンツなどで用いられる事があり、このタイプとしては学校指定の体操着に多く見られた。
高い機能性もしくはファッション性を求められるスポーツウェアでは、裾がリブ編みもしくはシャーリングによって処理されていることが多いため、あまり見られない。その一方、野球のユニフォームのパンツなど脚全体にフィット感を求められるウェアなどには足掛けが付いているタイプもある。
スポーツウェア以外では、レギンスにも足掛けが付いているタイプがあり、これらはトレンカ（トレンカレギンス）と呼ばれる。

## フェティシズムとの関連
ジャージー素材のトレーニングパンツに性的興奮を求める「ジャージーフェティシズム」というジャンルも存在する。この嗜好においては、足掛けによりぴんと張ったズボンのラインが美しく見えるとして、好まれる場合がある。